# Марга Лопес
Марга Лопес (на испански: Marga López) е аржентинско-мексиканска актриса.
Родена е на 21 юни 1924 година в Тукуман. От ранна възраст участва в семейната вариететна трупа, с която пътува на турнета из Латинска Америка, а през 1941 година се установява в Мексико. Една от популярните актриси на Златния век на мексиканското кино с филми като „Salón México“ (1949), „Una mujer en la calle“ (1955), „Насарин“ („Nazarín“, 1959), по-късно тя продължава кариерата си в телевизията с участие в различни сериали.
Марга Лопес умира на 4 юли 2005 година в град Мексико.

## Избрана филмография
- „Salón México“ (1949)
- „Лъжата“ („La mentira“, 1952)
- „Una mujer en la calle“ (1955)
- „Насарин“ („Nazarín“, 1959)
- „Маските“ („Las máscaras“, 1971)
- „Алондра“ („Alondra“, 1995)
- „Право на любов“ („El privilegio de amar“, 1998)
- „Къщата на плажа“ („La casa en la playa“, 2000)
- „Любов и омраза“ („Entre el amor y el odio“, 2002)
- „Под същата кожа“ („Bajo la misma piel“, 2003)